# Église Saint-Pierre de Toucy
Pour les articles homonymes, voir Église Saint-Pierre.
L'église de Toucy est une église située à Toucy, dans le département français de l'Yonne, en France.

## Présentation
L'édifice est inscrit au titre des monuments historiques en 1926.